# Рапти
Рапти е една от 14-те зони на Непал. Зоната е с население от 1 286 806 жители (2001 г.), а площта ѝ е 10 482 кв. км. Рапти е разделена административно на 5 области. Намира се в часова зона UTC+5:45.